# Zawałów (gmina)
Zawałów – dawna gmina wiejska w powiecie podhajeckim województwa tarnopolskiego II Rzeczypospolitej. Siedzibą gminy był Zawałów.

## Historia
Gminę utworzono 1 sierpnia 1934 r. w ramach reformy na podstawie ustawy scaleniowej z dotychczasowych gmin wiejskich: Jabłonówka, Kamienna Góra, Korżowa, Markowa, Nosów, Seredne, Zastawcze ad Zawałów, Zaturzyn, Zawadówka i Zawałów.
W marcu 1938 przyznano Marszałkowi Edwardowi Śmigłemu-Rydzowi honorowe obywatelstwo gminy.
Po II wojnie światowej obszar gminy znalazł się w ZSRR.